# Bhaskara-kerék
A Bhaskara-kerék egy hipotetikus örökmozgó (perpetuum mobile) tervezete volt, amelyet az indiai matematikus, II. Bhaskara alkotott meg Kr. u. 1150 körül. A kerék részben higannyal töltött, ívelt vagy döntött küllőkből állt. Amint mozgásba lendült, a higany a küllők egyik oldaláról a másikra áramlott, így kényszerítve a kereket a folyamatos mozgásra, állandó dinamikus egyensúlyban.
Mint minden örökmozgó, a Bhaskara-kerék is egy régóta hiteltelenített szerkezet. Ahhoz, hogy a kerék valóban túlsúlyba kerüljön (hogy az egyik irányban nagyobb legyen a nyomaték, mint a másikban) és mozgást okozzon, a küllők sugarát a kerék mozgása során folyamatosan változtatni kellene. Ezt aktívan kellene megtenni, ami energiát emésztene fel - és így a gép megszűnne örökmozgó lenni. Az is fontos, hogy a kerék mozgása közben figyelembe vegyük, hogy a kerék túlsúlyos helyzetbe hozható, így a matematika azt a látszatot kelti, hogy van egy teljes nyomaték. Teljes mértékben lehetséges, hogy a kerék mozgást fejtsen ki, ha kibillentjük az egyensúlyából (hasonlóan ahhoz, ahogyan egy inga is kileng, ha elmozdítjuk a tökéletesen függőleges helyzetből), de ez a mozgás nem folytatódik a végtelenségig.

## Fordítás
Ez a szócikk részben vagy egészben  a   Bhāskara's wheel című angol Wikipédia-szócikk ezen változatának fordításán alapul.  Az eredeti cikk szerkesztőit annak laptörténete sorolja fel. Ez a jelzés csupán a megfogalmazás eredetét és a szerzői jogokat jelzi, nem szolgál a cikkben szereplő információk forrásmegjelöléseként.